# Greg Henderson
Gregory Henderson (* 10. September 1976 in Dunedin) ist ein ehemaliger neuseeländischer Radrennfahrer. Im Bahnradsport wurde er Scratchweltmeister. Auf der Straße gewann er unter anderem eine Etappe der Vuelta a España. Seit 2017 ist er als Sportlicher Leiter tätig.

## Karriere
1996 wurde Greg Henderson neuseeländischer Meister im Einzelzeitfahren. Er gewann in den Folgejahren zahlreiche nationale Meisterschaften in verschiedenen Radsportsiziplinen.
In den ersten Jahren seiner Karriere war Henderson vor allem auf der Bahn erfolgreich. Er gewann im Bahnrad-Weltcup 2000 mit dem neuseeländischen Nationalteam zwei Austragungen in der Mannschaftsverfolgung. In den nächsten Jahren folgten weitere Weltcupsiege in der Mannschaftsverfolgung, im Scratch, Punktefahren und Madison. 2002 gewann er dann auch noch das Punktefahren der Commonwealth Games, nachdem er in derselben Disziplin 1998 Dritter wurde. Bei der Bahnweltmeisterschaften 2003 holte er sich zusammen mit seinem Landsmann Hayden Roulston die Silbermedaille im Madison. Seinen größten Erfolg feierte er dann 2004, als er Weltmeister im Scratch wurde. Er schaffte es zwar nicht diesen Titel zu verteidigen, aber er wurde Vizeweltmeister bei der folgenden Austragung. Bei den Olympischen Spielen 2004 in Athen verpasste er nur knapp eine Medaille. Im Punktefahren wurde er Vierter und im Madison Siebter. 2005 siegte er im Eintagesrennen Grafton to Inverell Cycle Classic.
Nachdem er zuvor schon neben seinen Bahnerfolgen auf der Straße internationale Radrennen gewonnen hatte, schloss Henderson sich im Jahr 2007 dem deutschen UCI ProTeam T-Mobile an und widmete sich schwerpunktmäßig dem Straßenradsport. Er gewann seit 2009 u. a. zwei Etappen von Paris–Nizza und eine der Katalonien-Rundfahrt, Etappenrennen der höchsten UCI-Kategorie. Den wohl bisher größten Erfolg seiner Karriere konnte er verbuchen, als er die dritte Etappe bei der Vuelta a España 2009 im Massensprint gewinnen konnte. Henderson war im Team Columbia-HTC als Anfahrer für seinen Teamkollegen André Greipel vorgesehen, nutzte aber seine eigene Chance, nachdem die Kommunikation mit Greipel gestört war. Nach zwei Jahren beim Team Sky wurde er 2012 beim Lotto Belisol Team wieder Anfahrer für Greipel, wo er bis 2016 blieb.
2017 wechselte Greg Henderson zum UnitedHealthcare Professional Cycling Team. Im August des Jahres bestritt er mit Colorado Classic sein letztes Rennen. Anschließend nahm er die Tätigkeit als Sportlicher Leiter des Ausdauer-Nationalteams der USA auf.

## Berufliches
Henderson hat einen Bachelor-Abschluss als Sportwissenschaftler der University of Otago. Seit 2014 war er als Trainer tätig. Nach Abschluss seiner aktiven Radsportlaufbahn im Jahre 2017 wurde er Sportlicher Leiter des Ausdauer-Nationalteams der USA. Seit 2024 ist er beim deutschen Rembe Pro Cycling Team Sauerland in der sportlichen Leitung tätig.

## Privates
Greg Henderson ist verheiratet mit der australischen Radsportlerin Katie Mactier. Die Familie lebte in Girona, bis sie in die USA, nach Boulder, Colorado, zog.

## Erfolge
| 1996 - Neuseeländischer Meister – Einzelzeitfahren 1997 - Neuseeländischer Meister – Einzelzeitfahren (U23) 1998 - Neuseeländischer Meister – Einzelzeitfahren (U23) 1999 - zwei Etappen Tour of Wellington 2000 - Bahnrad-Weltcup Cali – Mannschaftsverfolgung - Bahnrad-Weltcup Ipoh – Mannschaftsverfolgung 2001 - Bahnrad-Weltcup Cali – Punktefahren und Mannschaftsverfolgung 2002 - Bahnrad-Weltcup Sydney – Mannschaftsverfolgung und Madison - Commonwealth Games – Punktefahren 2003 - Neuseeländischer Meister – Madison (mit Anthony Chapman) - Bahnrad-Weltcup Sidney Scratch - eine Etappe Tour of Southland 2004 - Weltmeister – Scratch - zwei Etappen und Mannschaftszeitfahren Tour of Southland 2005 - Bahnrad-Weltcup Sydney – Mannschaftsverfolgung - Wachovia Invitational - drei Etappen und Mannschaftszeitfahren Tour of Southland | 2006 - Neuseeländischer Meister – Punktefahren - eine Etappe Tour of Wellington - Reading Classic - Philadelphia International Championship - eine Etappe Tour of Southland - Ozeanienmeister – Scratch - Ozeanienmeister – Punktefahren 2007 - Ozeanienmeister – Madison (mit Hayden Roulston) - Bahnrad-Weltcup Sidney – Punktefahren 2008 - zwei Etappen Tour de Georgia 2009 - Clásica de Almería - eine Etappe Murcia-Rundfahrt - eine Etappe Katalonien-Rundfahrt - eine Etappe Vuelta a España 2010 - eine Etappe Paris–Nizza - eine Etappe Ster Elektrotoer - eine Etappe Eneco Tour - eine Etappe Tour of Britain 2011 - eine Etappe Paris–Nizza - eine Etappe Kalifornien-Rundfahrt 2014 - eine Etappe Ster ZLM Toer |

## Platzierungen bei den Grand Tours
| Grand Tour            | 2007 | 2008 | 2009 | 2010 | 2011 | 2012 | 2013 | 2014 | 2015 | 2016 | 2017 |
| --------------------- | ---- | ---- | ---- | ---- | ---- | ---- | ---- | ---- | ---- | ---- | ---- |
| Giro d’ItaliaGiro     | DNF  | –    | –    | 88   | –    | –    | –    | –    | –    | –    | –    |
| Tour de FranceTour    | –    | –    | –    | –    | –    | 124  | 162  | DNF  | WD   | 155  | –    |
| Vuelta a EspañaVuelta | –    | –    | 123  | –    | –    | –    | DNF  | 133  | –    | –    | –    |